# ドニー・トイア
ドニー・トイア（Donny Toia 、1992年5月28日 - ）は、アメリカ合衆国出身のプロサッカー選手。ポジションはDF。

## クラブ経歴
レアル・ソルトレイクのアカデミー出身。2011年3月、クラブ初のホームグロウン選手としてトップチームに登録された。しかし出場機会は全くなく、2012年2月に退団が発表された。
ソルトレイク退団後、USLプレミアデベロップメントリーグのFCツーソンに加入。
2013年2月、ユナイテッドサッカーリーグのフェニックスFCに加入。
2014年1月、チーヴァスUSAに加入。
2014年12月、チーヴァスUSAの解散に伴うエクスパンションドラフトで、モントリオール・インパクトに指名された。
2016年のエクスパンションドラフトでアトランタ・ユナイテッドFCに指名され、直後にオーランド・シティSCにトレードに出された。
2018年12月、古巣レアル・ソルトレイクに再加入。

## 代表歴
年代別のアメリカ合衆国代表歴がある。

## タイトル

### クラブ
モントリオール・インパクト
- カナディアン・チャンピオンシップ: 2014